# Колпіно (слідчий ізолятор)
Слідчий ізолятор в Санкт-Петербурзі, офіційна назва Федеральна казенна установа, слідчий ізолятор № 1 Управління Федеральної служби виконання покарань по м. Санкт-Петербург і Ленінградській області. Неофіційна назва "нові хрести" або "хрести — 2". Відкритий 22.12.2017 року, є заміною старого слідчого ізолятора «Хрести», від якого успадкував конфігурацію, а також офіційну і неофіційну назву. 
Розташований за адресою Санкт-Петербург, Колпінський район , Внутрішньоміське муніципальне утворення Колпіно,Рубіжне шосе (Рубежное шоссе) , будинок 9.

## Історія будівництва та передумови виникнення
Ще за часів СРСР було не мало ідей про створення нової в'язниці замість старої, але за радянських часів цього не сталося . Після розпаду СРСР і багаторазового підвищення криміналізації населення переповнення старих "хрестів" перевищувало норматив в 2 а то і в 3 рази , крім того стан більш ніж 100-річної будівлі , побудованої в 1892 році так само викликало багато проблем , крім того вже не відповідало ні внутрішнім , ні міжнародним стандартам безпеки.
Так само однією з цілей проекту було винесення слідчого ізолятора з центру Санкт Петербурга .
Проектно-будівельні роботи почалися в 2007 році .
Будівництво просувалося повільно з причин як недофінансування, так і різних технічних і бюрократичних проблем. Для будівництва був обраний пустир недалеко від  Жовтневої залізниці в кілометрі від станції Колпіно. Після підготовки території, створення глибокого котловану почалося будівництво самої в'язниці. Самі корпуси були зведені вже до 2010 року, але їх здача затрималася на довгі роки. Два з восьми корпусів нової в'язниці досі не здані в експлуатацію в результаті дефектів в несучих конструкціях.

## Конструкція та архітектура
"Нові Хрести" мають дві конструктивні подібності зі "старими хрестами". Перше-це конфігурація, в результаті якої вони отримали свою назву, але на відміну від старих мають не чотири, а вісім поверхів. Так само як і у старих "хрестів«, є багатоповерховий підвал, але на відміну від старих "хрестів" під землею організовано бомбосховище. Самі хрестоподібні тюремні корпуси для поліпшення огляду побудовані під 45 * щодо периметра. Сам периметр являє собою два бетонних паркани висотою кілька метрів.
Проектна місткість в'язниці становить 4000 чоловік, в одній стандартній камері за проектом поміщається чотири людини. Туалети в камерах відокремлені від основної частини камери дверима, самі туалети нагадують вагонні, виконані з металу і пластику для підвищення антивандальності.
Між корпусами організовані травалатори для переміщення ув'язнених.

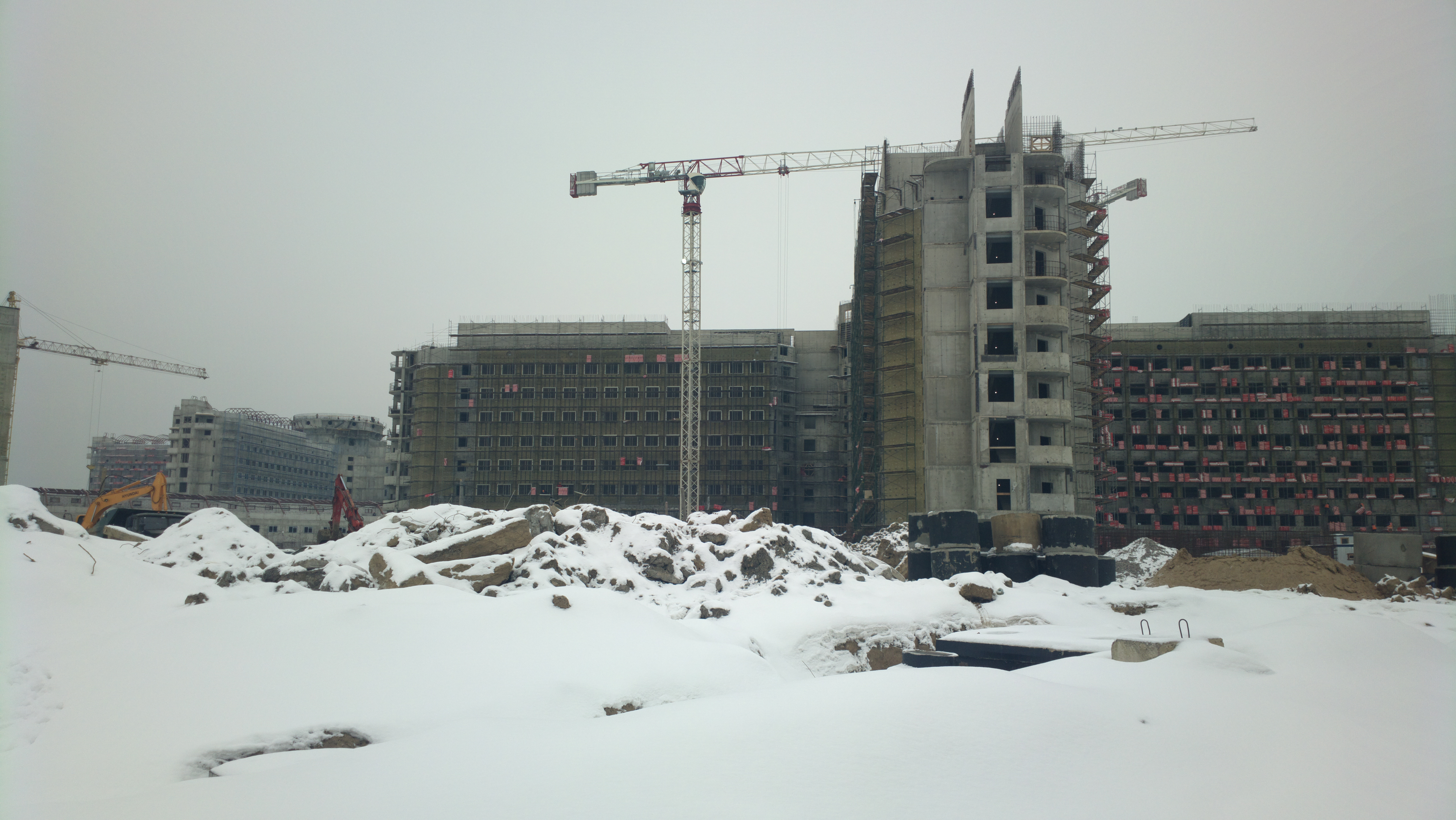
Процес будівництва одного з корпусів
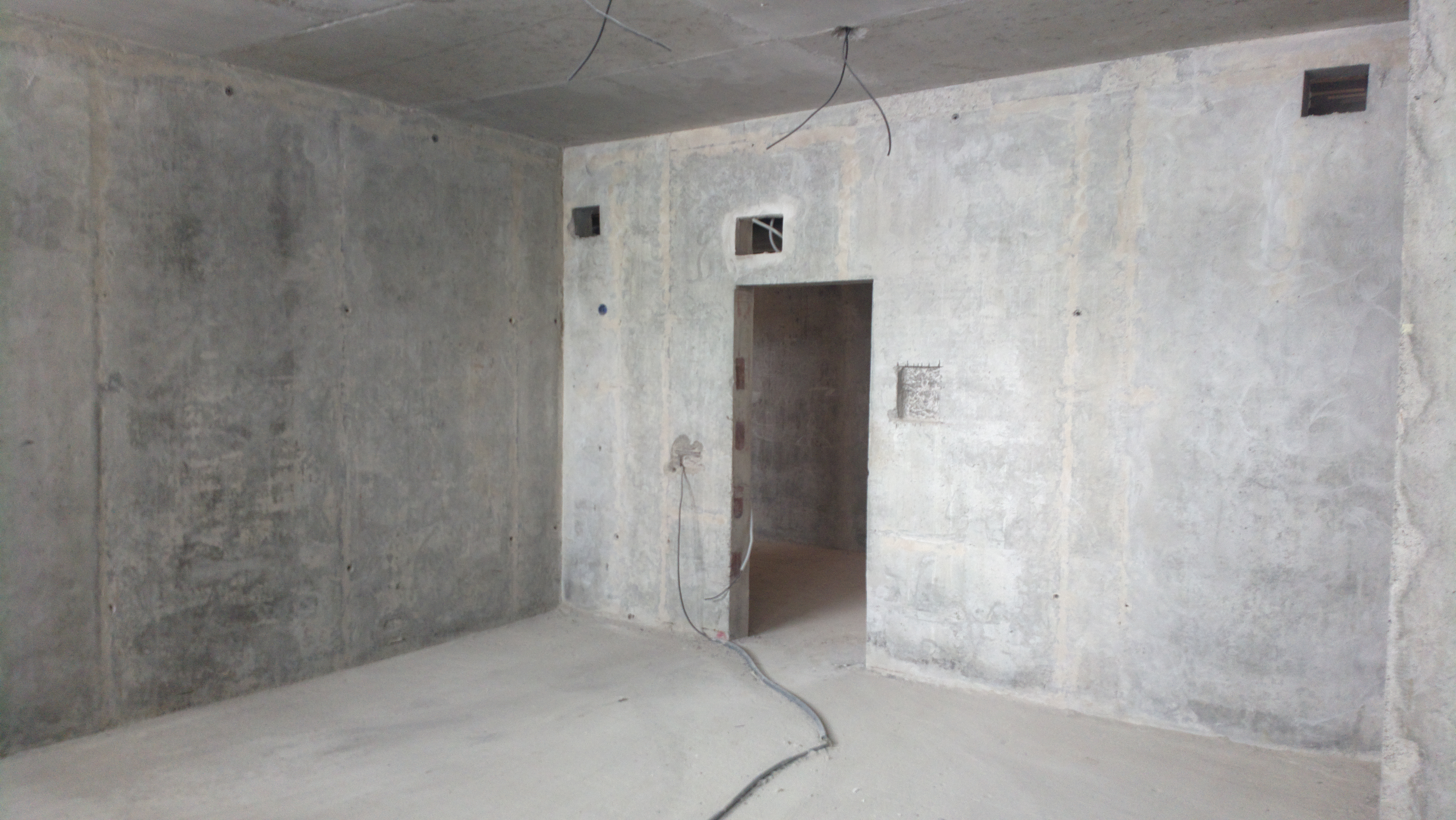
Тюремна камера в стадії будівництва

## Цікаві факти
- Новий слідчий ізолятор максимально віддалений від центру Санкт-Петербурга і знаходиться практично на кордоні Колпінського району СПБ і Тосненського району сусідньої Ленобласті, проте значно ближче до центру СПБ розташовано кілька виправних колоній, в яких відбувають покарання вже після вироку.
- Не дивлячись на близькість до залізниці відсутні під'їзні шляхи, що ускладнює транспортування ув'язнених в колонії за допомогою << столипінських вагонів >> .

## Доля " Старих Хрестів"
Після переїзду підслідних зі старих "хрестів" в нові виникла ще одна проблема . Як використовувати стару будівлю слідчого ізолятора №1 , який був перетворений на виправно трудову колонію, де ув'язнені займаються ремонтом і обслуговуванням самого об'єкта . Управління ФСВП по Санкт Петербургу і Ленінградської області неодноразово пропонувало цю будівлю комерційним інвесторам , але ті відмовилися , в результаті чого було вирішено частину старих "хрестів" перетворити в тюремний музей , а другу частину використовувати для розміщення там адміністративної будівлі Федеральної служби виконання покарань.

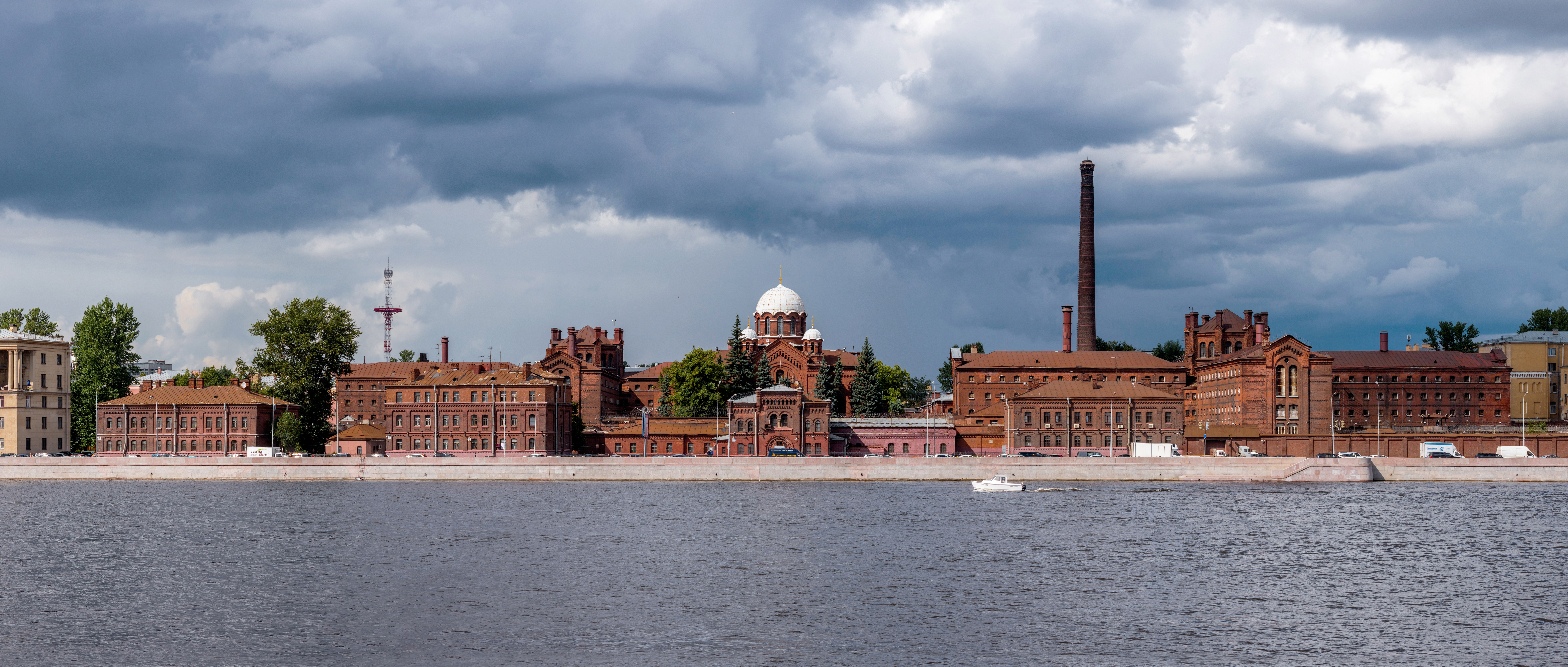
Вид на старі "Хрести" з Неви